# Campionati del mondo di atletica leggera 2015 - Lancio del giavellotto femminile
La gara del Lancio del giavellotto femminile dei Campionati del mondo di atletica leggera 2015 si è svolta il 28 e il 30 agosto.

## Podio
| Pos.    | Atleta            | Nazionalità | Misura  |
| ------- | ----------------- | ----------- | ------- |
| Oro     | Katharina Molitor | Germania    | 67,69 m |
| Argento | Lü Huihui         | Cina        | 66,13 m |
| Bronzo  | Sunette Viljoen   | Sudafrica   | 65,79 m |

## Situazione pre-gara

### Record
Prima di questa competizione, il record del mondo e il record dei campionati erano i seguenti.
| Record                | Prestazione | Atleta                      | Data                                  | Competizione  |
| --------------------- | ----------- | --------------------------- | ------------------------------------- | ------------- |
| Record mondiale       | 72,28 m     | Barbora Špotáková Rep. Ceca | 13 settembre 2008 Stoccarda, Germania |               |
| Record dei campionati | 78,80 m     | Maria Abakumova Russia      | 16 agosto 2013 Mosca, Russia          | Mondiali 2013 |

### Campionesse in carica
Le campionesse in carica, a livello mondiale e olimpico, erano:
| Campionessa | Atleta                       | Prestazione | Data                              | Competizione               |
| ----------- | ---------------------------- | ----------- | --------------------------------- | -------------------------- |
| Olimpico    | Barbora Špotáková Rep. Ceca  | 69,55 m     | 9 agosto 2012 Londra, Regno Unito | Giochi della XXX Olimpiade |
| Mondiale    | Christina Obergföll Germania | 69,05 m     | 18 agosto 2013 Mosca, Russia      | Campionati del mondo 2013  |

### La stagione
Prima di questa gara, le atlete con le migliori tre prestazioni dell'anno erano:
| Pos. | Atleta                     | Prestazione | Data                               |
| ---- | -------------------------- | ----------- | ---------------------------------- |
| 1    | Sunette Viljoen Sudafrica  | 66,62 m     | 21 marzo 2015 Melbourne, Australia |
| 2    | Kimberley Mickle Australia | 66,57 m     | 21 marzo 2015 Melbourne, Australia |
| 3    | Kara Winger Stati Uniti    | 66,47 m     | 2 maggio 2015 Austin, Stati Uniti  |

## Risultati

### Qualificazioni
Le atlete che superano 63.50m (Q) o le migliori 12 misure (q) si qualificano per la finale.
| Pos | Gruppo | Atleta                | Paese       | 1ª prova | 2ª prova | 3ª prova | Risultato | Note                                     |
| --- | ------ | --------------------- | ----------- | -------- | -------- | -------- | --------- | ---------------------------------------- |
| 1   | B      | Christin Hussong      | Germania    | 60.27    | 61.00    | 65.92    | 65.92     | Q,                                       |
| 2   | B      | Li Lingwei            | Cina        | 65.07    |          |          | 65.07     | Q,                                       |
| 3   | B      | Barbora Špotáková     | Rep. Ceca   | 60.62    | 65.02    |          | 65.02     | Q                                        |
| 4   | A      | Brittany Borman       | Stati Uniti | 58.24    | x        | 64.22    | 64.22     | Q                                        |
| 5   | A      | Christina Obergföll   | Germania    | x        | x        | 64.10    | 64.10     | Q                                        |
| 6   | B      | Elizabeth Gleadle     | Canada      | 64.02    |          |          | 64.02     | Q                                        |
| 7   | A      | Sunette Viljoen       | Sudafrica   | 63.93    |          |          | 63.93     | Q                                        |
| 8   | B      | Linda Stahl           | Germania    | 62.12    | 61.21    | 63.52    | 63.52     | Q                                        |
| 9   | A      | Katharina Molitor     | Germania    | 60.64    | 59.90    | 63.23    | 63.23     | q                                        |
| 10  | A      | Lü Huihui             | Cina        | 59.66    | 63.15    | –        | 63.15     | q                                        |
| 11  | B      | Sinta Ozoliņa-Kovala  | Lettonia    | 62.81    | x        | x        | 62.81     | q,                                       |
| 12  | B      | Kara Winger           | Stati Uniti | 61.59    | 62.21    | 59.18    | 62.21     | q                                        |
| 13  | A      | Madara Palameika      | Lettonia    | 59.78    | x        | 62.17    | 62.17     |                                          |
| 14  | A      | Zhang Li              | Cina        | 61.29    | 61.80    | 56.23    | 61.80     | Miglior prestazione personale stagionale |
| 15  | A      | Hanna Hatsko-Fedusova | Ucraina     | 59.25    | 61.41    | x        | 61.41     | Miglior prestazione personale stagionale |
| 16  | B      | Marharyta Dorozhon    | Israele     | 61.04    | 59.79    | 60.63    | 61.04     |                                          |
| 17  | B      | Kathryn Mitchell      | Australia   | 61.04    | x        | x        | 61.04     |                                          |
| 18  | B      | Yulenmis Aguilar      | Cuba        | 60.52    | 59.05    | 58.04    | 60.52     |                                          |
| 19  | A      | Yuki Ebihara          | Giappone    | 53.67    | 57.56    | 60.30    | 60.30     |                                          |
| 20  | A      | Kelsey-Lee Roberts    | Australia   | 60.18    | 58.03    | 49.78    | 60.18     |                                          |
| 21  | A      | Tatsiana Khaladovich  | Bielorussia | x        | 55.67    | 60.07    | 60.07     |                                          |
| 22  | B      | Kimberley Mickle      | Australia   | x        | 59.83    | x        | 59.83     |                                          |
| 23  | A      | Martina Ratej         | Slovenia    | 57.13    | 59.76    | x        | 59.76     |                                          |
| 24  | A      | Vera Rebrik           | Russia      | 59.67    | x        | 59.35    | 59.67     |                                          |
| 25  | A      | Jucilene de Lima      | Brasile     | 59.38    | 59.49    | 51.18    | 59.49     |                                          |
| 26  | A      | Goldie Sayers         | Regno Unito | 58.28    | 58.11    | x        | 58.28     |                                          |
| 27  | B      | Flor Ruiz             | Colombia    | x        | 56.70    | 57.25    | 57.25     |                                          |
| 28  | B      | Maria Andrejczyk      | Polonia     | 52.86    | 53.44    | 56.75    | 56.75     |                                          |
| 29  | B      | Ásdís Hjálmsdóttir    | Islanda     | 56.72    | x        | x        | 56.72     |                                          |
| 30  | B      | Mariya Abakumova      | Russia      | 56.08    | 55.69    | x        | 56.08     |                                          |
| 31  | A      | Sanni Utriainen       | Finlandia   | 54.57    | 55.56    | x        | 55.56     |                                          |
| 32  | B      | Kateryna Derun        | Ucraina     | x        | 53.49    | x        | 53.49     |                                          |

### Finale
| Pos.   | Atleta               | Nazionalità | 1ª prova | 2ª prova | 3ª prova | 4ª prova | 5ª prova | 6ª prova | Misura | Note                                     |
| ------ | -------------------- | ----------- | -------- | -------- | -------- | -------- | -------- | -------- | ------ | ---------------------------------------- |
| center | Katharina Molitor    | Germania    | 60.84    | 61.37    | 64.74    | 61.86    | 62.13    | 67.69    | 67.69  | Miglior prestazione mondiale stagionale  |
| center | Lü Huihui            | Cina        | 63.80    | x        | 64.72    | 59.65    | 66.13    | 63.72    | 66.13  | Record asiatico                          |
| center | Sunette Viljoen      | Sudafrica   | 60.18    | 63.09    | 62.93    | 65.79    | 62.11    | 60.11    | 65.79  |                                          |
| 4      | Christina Obergföll  | Germania    | x        | 61.04    | 64.61    | x        | 62.51    | x        | 64.61  | Miglior prestazione personale stagionale |
| 5      | Li Lingwei           | Cina        | 64.10    | 62.56    | 61.94    | x        | 62.87    | x        | 64.10  |                                          |
| 6      | Christin Hussong     | Germania    | x        | 59.98    | 62.94    | 62.98    | x        | x        | 62.98  |                                          |
| 7      | Sinta Ozoliņa-Kovala | Lettonia    | 62.20    | 60.56    | x        | 58.88    | x        | x        | 62.20  |                                          |
| 8      | Kara Winger          | Stati Uniti | 58.55    | 60.63    | 60.88    | 59.34    | 59.28    | x        | 60.88  |                                          |
| 9      | Barbora Špotáková    | Rep. Ceca   | x        | 59.54    | 60.08    |          |          |          | 60.08  |                                          |
| 10     | Linda Stahl          | Germania    | 58.82    | 59.69    | 59.88    |          |          |          | 59.88  |                                          |
| 11     | Elizabeth Gleadle    | Canada      | 59.78    | 59.82    | x        |          |          |          | 59.82  |                                          |
| 12     | Brittany Borman      | Stati Uniti | 57.96    | 58.26    | 57.86    |          |          |          | 58.26  |                                          |